# Contea di Xihe
La contea di Xihe (西和县S, Xīhé XiànP) è una contea della Cina, situata nella provincia del Gansu.